# Armin
Armin je mužské křestní jméno germánského či perského původu. Toto jméno je však zastoupeno i v muslimských enklávách na Balkáně. Jedná se zřejmě o obdobu německého jména Hermann (český Heřman) s významem „pán vojska, válečník“. Může ale také jít o zkrácený tvar latinského jména Arminius.
Podle českého kalendáře má svátek 7. dubna.

## Armin v jiných jazycích
- Slovensky, německy, polsky: Armin
- Anglicky: Armin nebo Armyn
- Italsky, španělsky: Arminio
- Maďarsky: Ármin
- Bosensky: Armin vyslovováno jako Armin

## Známí nositelé jména
- Arminius – germánský vojevůdce, vítěz bitvy v Teutoburském lese
- Armin Delong (1925–2017) – český vědec a fyzik francouzského původu
- Armin Joseph Deutsch (1918–1969) – americký astronom a spisovatel sci-fi
- Armin Hary (* 1937) – německý atlet, sprinter, olympijský vítěz
- Armin Helfer (* 1980) – italský hokejový obránce
- Armin Hofmann (1920–2020) – švýcarský grafický designér
- Armin Laschet (* 1961) – německý politik
- Armin Meiwes (* 1961) – německý kanibal a vrah
- Armin Omerović (* 1980) – hlavní hrdina filmu Armin
- Armin Öhri (* 1978) – lichtenštejnský spisovatel
- Armin Romstedt (* 1957) - německý fotbalista
- Armin Shimerman (* 1949) – americký herec
- Armin Schwarz (* 1963) – německý rallyový závodník
- Armin van Buuren (* 1976) – nizozemský producent a DJ tvořící a hrající trance
- Armin Ulrich (* 1966) – německý režisér a producent
- Armin Zöggeler (* 1974) – italský sáňkař a olympijský vítěz